# Heinz Einbeck
Heinz Einbeck (* 9. April 1931 in Hornhausen; † 21. Juli 2008) war Fußballschiedsrichter des Deutschen Fußball-Verbandes der DDR.
Heinz Einbeck war von 1945 bis 1952 bei der Betriebssportgemeinschaft Traktor in Hornhausen bei Oschersleben sowohl als Fußballtorwart als auch als rechter Verteidiger aktiv. 
Seine Schiedsrichterlaufbahn begann der Diplom-Ökonom 1952. Von 1963 bis 1980 war Einbeck Schiedsrichter in der DDR-Oberliga und leitete dort insgesamt 222 Spiele. Am 14. Mai 1975 war er Referee im Berliner Stadion der Weltjugend des FDGB-Pokalfinales zwischen  Sachsenring Zwickau und Dynamo Dresden. Als Linienrichter war er an drei Pokal-Finalspielen beteiligt. 
Seine Leistungen führten den Berliner 1970 auf die internationale Liste der FIFA, der er bis 1980 angehörte. In dieser Zeit leitete er unter anderem sieben A-Länderspiele, davon drei Qualifikationsspiele zu den Fußball-Europameisterschaften 1976 und 1980 sowie 13 Europapokal-Begegnungen. Von 1981 bis 1986 war er Vorsitzender der Schiedsrichter-Kommission und damit gleichzeitig Präsidiumsmitglied des Deutschen Fußball-Verbandes der DDR. Er verstarb im Alter von 77 Jahren.
Heinz Einbeck wurde 1972 mit der goldenen Ehrennadel des DFV der DDR ausgezeichnet.